# ميمي هاينز
ميمي هاينز (بالإنجليزية: Mimi Hines)‏ (17 يوليو 1933 - 21 أكتوبر 2024)، هي مُغنية أمريكية، ولدت في 17 يوليو 1933 في فانكوفر في كندا.

## وصلات خارجية
- ميمي هاينز على موقع IMDb (الإنجليزية)
- ميمي هاينز على موقع ميوزك برينز (الإنجليزية)
- ميمي هاينز على موقع قاعدة بيانات برودواي على الإنترنت (الإنجليزية)
- ميمي هاينز على موقع ديسكوغز (الإنجليزية)
- ميمي هاينز على موقع قاعدة بيانات الفيلم (الإنجليزية)